# Loison (Chiers)
Der Loison ist ein knapp 53 Kilometer langer Fluss in Frankreich, der in der Region Grand Est verläuft. Er ist ein linker und südöstlicher Zufluss der Chiers.

## Geographie

### Verlauf
Der Loison entspringt im Gemeindegebiet von Loison, entwässert generell in nordwestlicher Richtung und mündet nach rund 53 Kilometern unterhalb von Quincy-Landzécourt als linker Nebenfluss in die Chiers.
Auf seinem Weg durchquert der Loison das Département Meuse und berührt auch kurz das benachbarte Département Meurthe-et-Moselle.

### Zuflüsse
- L'Azanne (links), 13,0 km
- Ruisseau des la Noues Coulon (links), 6,6 km
- Ruisseau du Pré Liétaux (links), 4,7 km
- La Brévonte (links), 11,6 km
- Ruisseau du Moulin de Delut (Rau de Manille) (rechts), 1,8 km
- Ruisseau de la Goutriolle (links), 4,6 km
- La Thinte (links), 16, 9 km
- Ruisseau de Macquard (rechts), 2,8 km[4]
- Ruisseau de Bracon Rupt (links), 10,2 km

### Orte am Fluss
- Loison
- Billy-sous-Mangiennes
- Mangiennes
- Merles-sur-Loison
- Jametz
- Juvigny-sur-Loison
- Quincy-Landzécourt

## Hydrologie
An der Mündung des Loison in die Chiers beträgt die mittlere Abflussmenge (MQ) 3,98 m³/s; das Einzugsgebiet umfasst hier 357 km².
Für den Loison am Pegel Han-lès-Juvigny wurde über einen Zeitraum von 52 Jahren (1969–2020) die durchschnittliche jährliche Abflussmenge berechnet. Das Einzugsgebiet dieser Stelle (348 km²) entspricht etwa 97,5 % des gesamten Einzugsgebietes.
Die Abflussmenge schwankt im Lauf des Jahres recht stark. Die höchsten Wasserstände werden in den Monaten Dezember bis März gemessen. Ihren Höchststand erreicht die Abflussmenge mit 8,57 m³/s im Januar. Der niedrigste Stand wird im September erreicht mit 0,66 m³/s. Die durchschnittliche jährliche Abflussmenge (MQ) beträgt 3,85 m³/s